# Regionale Instelling voor Ambulante Geestelijke Gezondheidszorg
Een Regionale Instelling voor Ambulante Geestelijke Gezondheidszorg (Riagg) was een Nederlandse instelling voor geestelijke gezondheidszorg voor diagnostiek en behandeling van mensen met een psychiatrische of psychische aandoening. Het ging om mensen voor wie ambulante zorg voldoende was, dat wil zeggen dat opname in een psychiatrisch ziekenhuis niet nodig was, maar wier problemen te ernstig of te complex waren voor hulp door een huisarts of het maatschappelijk werk.
De Riaggs ontstonden in de jaren zeventig, op basis van een wettelijk kader, door samenvoeging van sociaal psychiatrische diensten, medisch opvoedkundige bureaus, bureaus voor levens- en gezinsvragen en instituten voor multidisciplinaire psychotherapie.
Bij een Riagg werkten vooral psychotherapeuten, psychologen, sociaal psychiatrisch verpleegkundigen en psychiaters. Nieuwe cliënten kregen eerst een of meer intakegesprekken, waarna werd bepaald welke behandeling het meest geschikt was. De behandeling bestond meestal uit gesprekken, hetzij individueel, hetzij in een groep, eventueel aangevuld met psychofarmaca (medicijnen).
Een Riagg had ook preventie- en dienstverleningstaken, onder andere richting onderwijs en onderzoek.
In de meeste grotere plaatsen van Nederland was een Riagg te vinden. Bij de vele fusies rond de eeuwwisseling gingen veel Riaggs en gespecialiseerde psychiatrische instellingen op in grote 'marktgerichte' conglomeraten.
Vanaf 2015 was er geen enkele zelfstandige Riagg meer conform de oorspronkelijke doelstelling en werkwijze.